# Volvo 9700
Der Volvo 9700 ist ein Reisebus mit insgesamt 72 Sitzplätzen, den Volvo seit 2001 in seinen Werken Turku in Finnland, Wrocław in Polen und seit 2008 Tultitlán in Mexiko als Nachfolgemodell des Volvo B10M produziert.
Er basiert auf der modularen Plattform Volvo TX, wodurch zwei Längen, zwei oder drei Achsen und zwei Höhen möglich sind. Der Volvo-DH12-Dieselmotor ist standardmäßig als Heckmotor eingebaut. Die Leistung beträgt 250 kW (340 PS), 279 kW (380 PS), 309 kW (420 PS) und 339 kW (460 PS). Wahlweise ist der Einbau als Mittelmotor in Unterflurbauweise möglich. Dadurch entsteht ein besseres Handling und höhere Ladekapazität. In der Mittelmotorversion sind es 13–16 m³, in Heckmotorbauweise 10,5–12 m³ Ladevolumen.
Das Chassis besteht aus Edelstahl. Das Bremssystem umfasst Funktionen wie Elektronische Bremskraftverteilung, Antiblockiersystem, Traktionskontrolle ASR, Bremsassistent, Volvo Engine Brake und Volvo Compact Retarder. Zur Serienausstattung gehören Kühlschrank, TV und Video-System mit zwei Bildschirmen mit 15 Zoll und CD-Audio-System.
Auf Wunsch ist eine Klimaanlage erhältlich.
Seit Ende 2008 wird der 9700 in Mexiko für den nordamerikanischen Markt produziert. Der Motor wird hierbei vom Volvo-Werk in Hagerstown, Maryland zugeliefert und mit einem Volvo-I-Shift-Automatikgetriebe gekoppelt, während in Europa auch Schaltgetriebe zum Einsatz kommen.
2008 erhielt der Volvo 9700 den Preis International Bus and Coach of the Year.

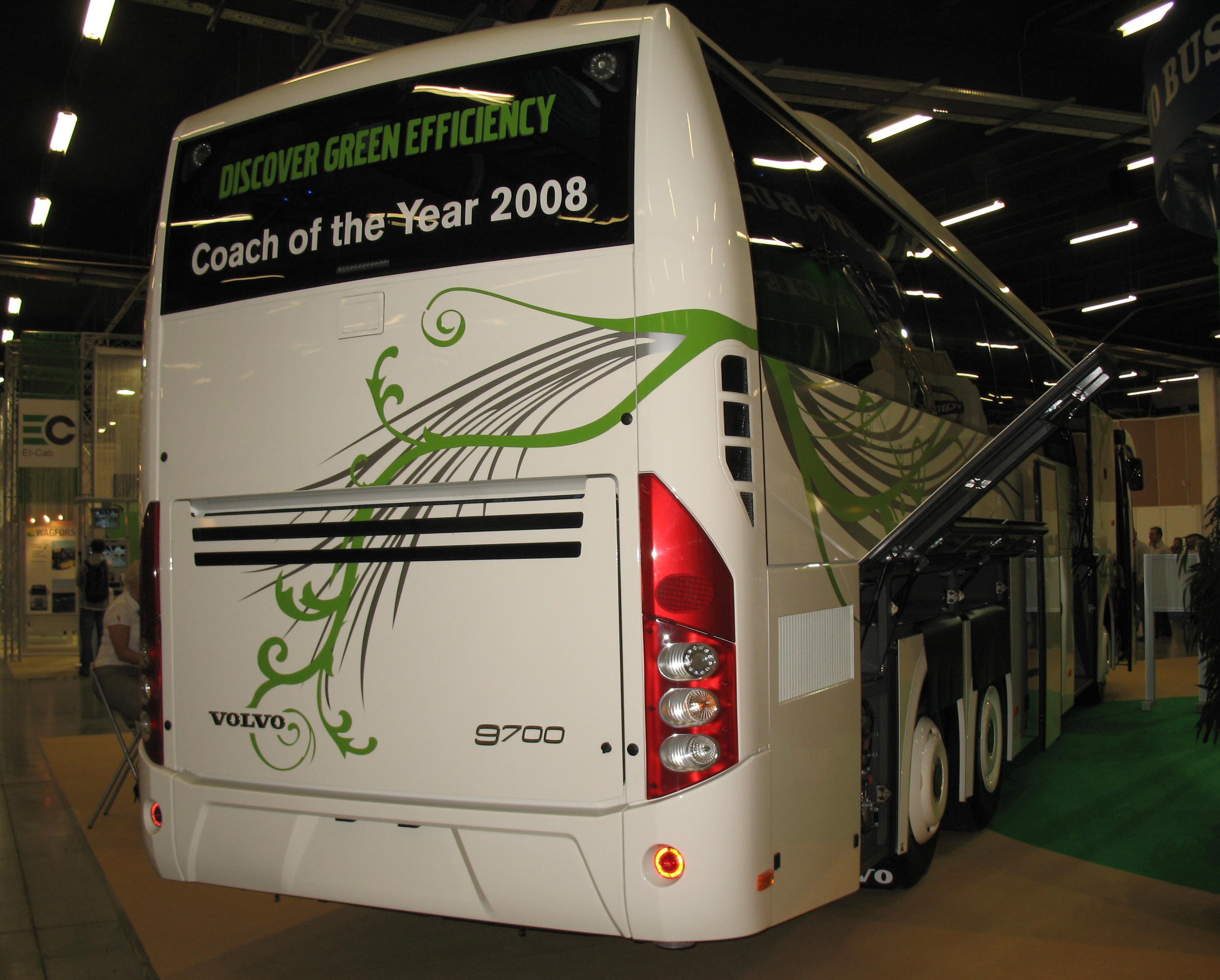
Heckansicht
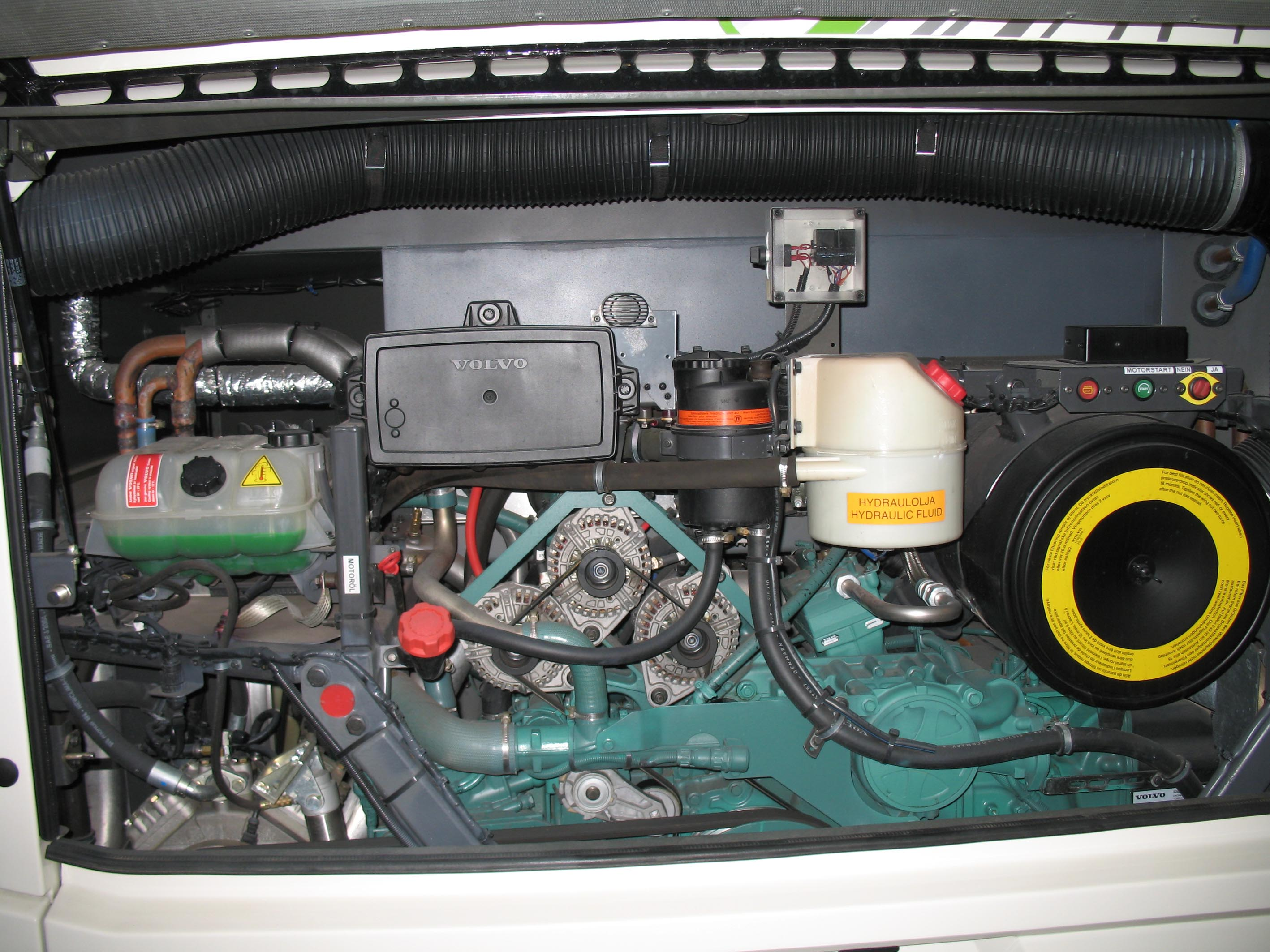
Version mit Heckmotor
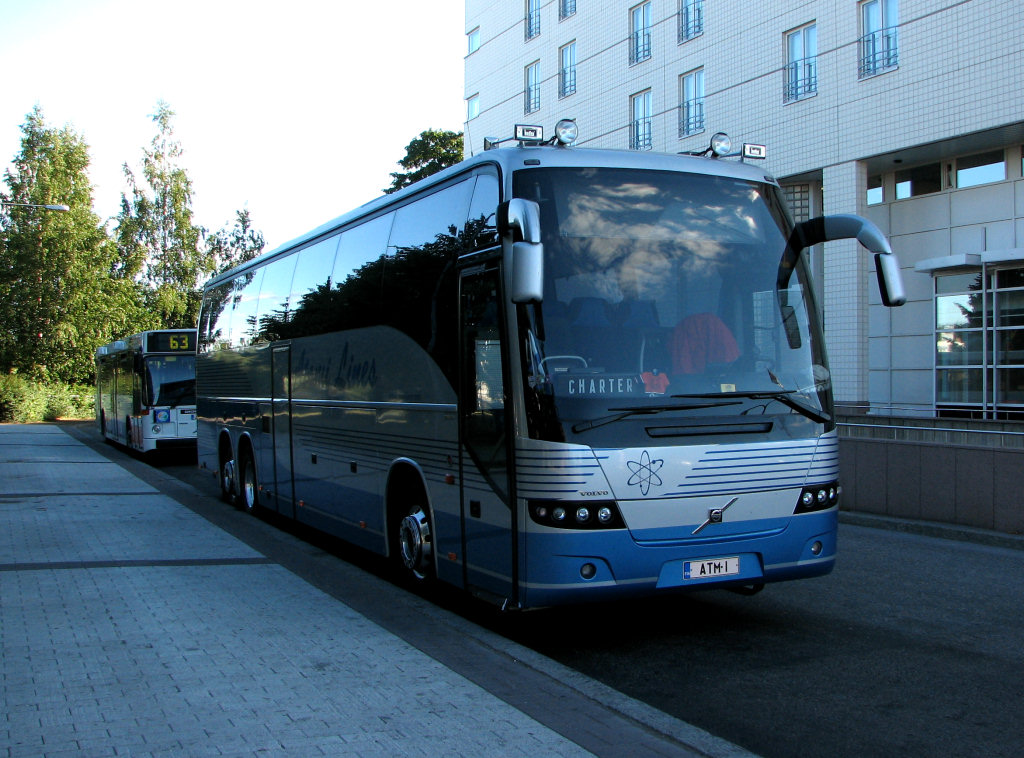
Volvo 9700 der Atomi Line